# Le Chevalier aux fleurs
Le Chevalier aux fleurs és un quadre pintat per Georges-Antoine Rochegrosse el 1894 i conservat al Museu d'Orsay de París.

## Descripció
Representa el moment en què Parsifal, un heroi cast destinat a reconquerir el Sant Greal, acaba de derrotar els guardians del castell del mag Klingsor. S'enfila cap al jardí encantat i no fa cas a les crides de les noies-flor, femmes fatales amb el cos nu a penes cobert de flors.
Les noies envolten el jove per a competir pels seus favors, però finalment ell decideix d'allunyar-les. Kundry, que obeeix les ordres del mag, les foragita i al seu torn utilitza el seu encant per a provar de fer-lo sucumbir.
Un dels temes claus de l'òpera Parsifal de Richard Wagner, en què es basa aquesta obra pictòrica, és la lluita entre la carn i l'esperit: el mag Klingsor, incapaç de resistir els seus impulsos, es castra a si mateix i s'obsessiona a portar a la ruïna els cavallers del Greal per mitjà del poder temptador que sostenen les noies-flor.